# دین حنیف

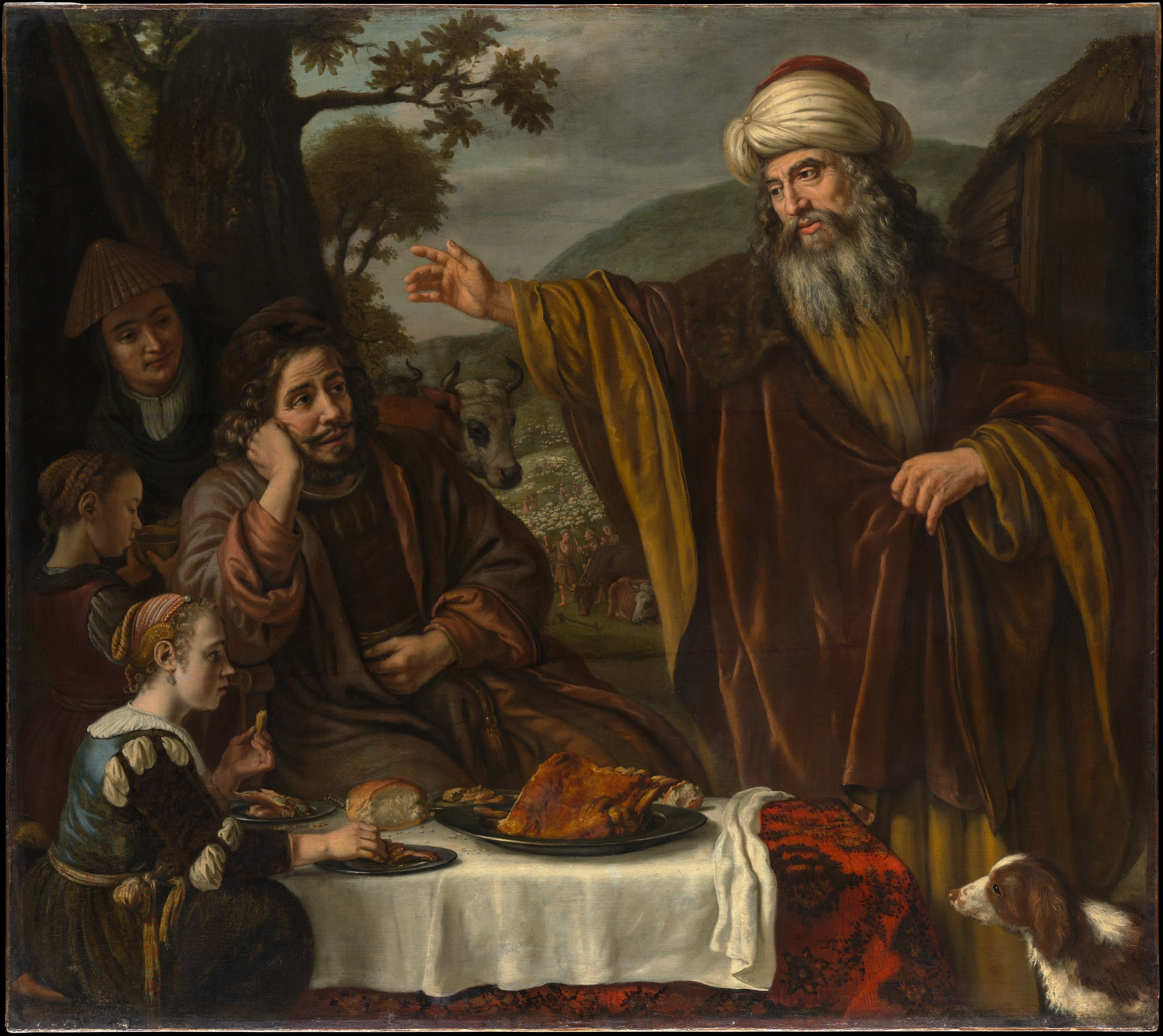

دین حنیف در تاریخ‌نگاری مسلمانان اشاره به دینی توحیدی منسوب به ابراهیم داشت. کسانی را که به این دین درمی‌آمدند را حنیفیان می‌گفتند. در لسان العرب آمده‌است که در عربستان پیش از اسلام کسی را که ختنه می‌کرده و حج به جا می‌آورده را حنیف می‌گفتند. از عبدالله بن عباس، حسن بصری و مجاهد نقل شده که منظور از آن حج مکه است. همچنین مجاهد می‌گوید منظور از حنیف کسی است که متابعت از حق می‌کند.
طبرسی در مجمع البیان می‌گوید همه معانی ذکر شده نشانگر آن است که حنیف به معنای مستقیم و میل به مبانی ابراهیم و رهایی از دین یهودی و مسیحیت می‌باشد.
در روایتی منسوب به جعفر صادق نیز آمده است که حنیفیت همان اسلام است.